# Симон Дракул
Симо́н Дра́кул (мак. Симон Дракул; 24 вересня 1930, с. Лазарополе, община Маврово і Ростуша, Королівство Югославія, тепер Північна Македонія — 11 січня 1999, м. Скоп'є, Македонія) — македонський письменник, драматург, перекладач, сценарист і історик.

## З біографії
Симон Дракул народився 24 вересня 1930 року в селі Лазарополе.
Навчався в Охриді та Скоп'є.
Закінчив філософський факультет Скопського університету. Доктор філософії.
Працював у скопських газетах «Молодий борець» („Млад борец“) та «Нова Македонія» („Нова Македония“), також у видавничому домі „Кочо Рацин“ та драматичним режисером у Македонському національному театрі; був членом редколегії часопису «Сучасність» („Современост“, Скоп'є). 
Симон Дракул працював науковим керівником Інституту національної історії Македонії в Скоп'є.
Прозаїк був членом Спілки письменників Македонії починаючи з 1953 року.
Помер 11 січня 1999 року в столиці вже незалежної македонської держави місті Скоп'є.

## Творчість і визнання
С. Дракул почав друкуватися відразу після закінчення університету — відомий своїми оповіданнями, історичними розвідками; працював також у жанрі драматургії та в галузі художнього перекладу.
Бібліографія:
- «Гори і далі» („Планините и далечините“,оповідання, 1953);
- «Вир» („Витли во поројот, оповідання, 1956);
- «І зорі падають самі» („И звездите паѓаат сами“, роман, 1957);
- «Біла долина» („Белата долина“, роман, 1962);
- «До перемоги і після неї» („До победата и след нея“, сценарій, 1966);
- «Бунт» („Буни“, триптих: повість, роман, драма, 1980);
- „Распаќа“ (оповідання, 1985);
- «Архімандрит Анатолій Зографський» („Архимандрит Анатолиј Зографски“, монографія, 1988);
- «Або смерть» („Или смрт“, тетралогиі: „Глужд“, „Јас Георги Николов Делчев“, „Полноќна чета“, „Кобно место“, 1989);
- «Спраглий місяць» („Жедна месечина“, роман, 1997);
- «Апостол воєвода» („Апостол војвода“, монодрама, 1998).

Українською мовою оповідання Симона Дракула «З чужини» переклав Андрій Лисенко (увійшло до збірки «Македонська новела», яка вийшла 1972 року в серії «Зарубіжна новела» і за яку перекладач отримав міжнародну премію «Золоте перо»).
Симон Дракул за свою літературну творчість має премії: „Рациново признание“ та „Кирил Пејчиновиќ“.